# Liste von Bibliotheken in Baden-Württemberg
Dieser Artikel bietet eine unvollständige Auflistung von Bibliotheken in Baden-Württemberg. Es gibt den Landesverband Baden-Württemberg im Deutschen Bibliotheksverband. Als Landesbibliographie gilt die Landesbibliographie Baden-Württemberg.

## Bibliotheken nach Städten
Aalen
- Deutsche Esperanto-Bibliothek

Baden-Baden
- Stadtbibliothek Baden-Baden

Esslingen am Neckar
- Stadtbücherei Esslingen am Neckar

Freiberg am Neckar
- Stadtbibliothek Freiberg am Neckar

Freiburg
- Bibliothek des Augustinermuseums
- Universitätsbibliothek Freiburg
- Rumänische Bibliothek (Freiburg im Breisgau)
- Stadtbibliothek Freiburg im Breisgau

Friedrichshafen
- Bodenseebibliothek

Geislingen an der Steige
- Stadtbücherei Geislingen an der Steige

Göppingen
- Stadtbibliothek Göppingen

Heidelberg
- Universitätsbibliothek Heidelberg
- Stadtbücherei Heidelberg

Heidenheim
- Stadtbibliothek Heidenheim

Heilbronn
- Stadtbibliothek Heilbronn

Karlsbad
- Gemeindebücherei Karlsbad

Karlsruhe
Konstanz
- Universitätsbibliothek Konstanz
- Dr.-Erich-Bloch-und-Lebenheim-Bibliothek
- Bibliothek des Heinrich-Suso-Gymnasium in Konstanz

Lörrach
- Stadtbibliothek Lörrach
- Wissenschaftliche Regionalbibliothek Lörrach

Ludwigsburg
- Stadtbibliothek Ludwigsburg
- Frankreich-Bibliothek des Deutsch-Französischen Instituts

Mannheim
- Stadtbibliothek Mannheim
- Universitätsbibliothek Mannheim

Ohnastetten
- Franziska-Bibliothek

Rastatt
- Historische Bibliothek der Stadt Rastatt

Rottenburg
- Diözesanbibliothek Rottenburg

Schorndorf
- Stadtbücherei Schorndorf

Schwäbisch Gmünd
- Stadtbibliothek Schwäbisch Gmünd

Schwäbisch Hall
- Stadtbibliothek Schwäbisch Hall

Singen (Hohentwiel)
- Hegau-Bibliothek

Stuttgart
Tübingen
- Universitätsbibliothek Tübingen
- Konviktsbibliothek Wilhelmsstift
- Bibliothek des Deutsch-Amerikanischen Instituts

Überlingen
- Leopold-Sophien-Bibliothek

Ulm
- Stadtbibliothek Ulm
- Kommunikations- und Informationszentrum (ehemals Universitätsbibliothek Ulm)

Villingen-Schwenningen
- Stadtbibliothek Villingen-Schwenningen

Weil am Rhein
- Stadtbibliothek Weil am Rhein

## Regionalbibliotheken
- Badische Landesbibliothek in Karlsruhe
- Württembergische Landesbibliothek in Stuttgart

## Universitätsbibliotheken
- Universitätsbibliothek Freiburg
- Universitätsbibliothek Heidelberg
- Universitätsbibliothek Hohenheim
- Universitätsbibliothek Karlsruhe
- Kommunikations-, Informations-, Medienzentrum der Universität Konstanz
- Universitätsbibliothek Mannheim
- Universitätsbibliothek Stuttgart
- Universitätsbibliothek Tübingen
- Kommunikations- und Informationszentrum (kiz), Universität Ulm

## Hochschulbibliotheken
- Hochschulbibliothek Ulm
- Hochschulbibliothek Pforzheim
- Bibliothek der Hochschule der Medien Stuttgart
- Gemeinsame Bibliothek des Zentrums für Kunst und Medien und der Staatlichen Hochschule für Gestaltung Karlsruhe
- Bibliothek der Hochschule Kehl
- Bibliothek der Hochschule für Musik Freiburg

## Fachbibliotheken
- Bodenseebibliothek
- Deutsche Esperanto-Bibliothek
- Frankreich-Bibliothek des Deutsch-Französischen Instituts
- Rumänische Bibliothek (Freiburg im Breisgau)

## Sakrale Bibliotheken
- Diözesanbibliothek Rottenburg
- Dr.-Erich-Bloch-und-Lebenheim-Bibliothek
- Dombibliothek Konstanz
- Konviktsbibliothek Wilhelmsstift
- Franziska-Bibliothek

## Ehemalige Bibliotheken
- Hofbibliothek Donaueschingen
- Dombibliothek Konstanz
- Bibliotheca publica hallensis